# Grande Prêmio da Grã-Bretanha de 1998
Resultados do Grande Prêmio da Grã-Bretanha de Fórmula 1 realizado em Silverstone em 12 de julho de 1998. Nona etapa da temporada, teve como vencedor o alemão Michael Schumacher, da Ferrari.

## Corrida
A vitória de Michael Schumacher foi uma das mais polêmicas da história. Schumacher venceu dentro dos boxes, quando recebeu uma punição (Stop/go). Enquanto isso, Mika Hakkinen o passou e teoricamente seria o vencedor. Contudo, a posição da garagem da Ferrari, onde Schumacher cumpriria sua punição, era após a linha de chegada. Assim, Schumacher venceu a corrida e depois pagou sua punição.

## Classificação da prova

### Treino classificatório
| Pos.                      | Nº | Piloto                | Construtor          | Tempo     | Diferença |
| ------------------------- | -- | --------------------- | ------------------- | --------- | --------- |
| 1                         | 8  | Mika Häkkinen         | McLaren-Mercedes    | 1:23.271  | —         |
| 2                         | 3  | Michael Schumacher    | Ferrari             | 1:23.720  | + 0.449   |
| 3                         | 1  | Jacques Villeneuve    | Williams-Mecachrome | 1:24.102  | + 0.831   |
| 4                         | 7  | David Coulthard       | McLaren-Mercedes    | 1:24.310  | + 1.039   |
| 5                         | 4  | Eddie Irvine          | Ferrari             | 1:24.436  | + 1.165   |
| 6                         | 2  | Heinz-Harald Frentzen | Williams-Mecachrome | 1:24.442  | + 1.171   |
| 7                         | 9  | Damon Hill            | Jordan-Mugen/Honda  | 1:24.542  | + 1.271   |
| 8                         | 14 | Jean Alesi            | Sauber-Petronas     | 1:25.081  | + 1.810   |
| 9                         | 15 | Johnny Herbert        | Sauber-Petronas     | 1:25.084  | + 1.813   |
| 10                        | 5  | Giancarlo Fisichella  | Benetton-Playlife   | 1:25.654  | + 2.383   |
| 11                        | 6  | Alexander Wurz        | Benetton-Playlife   | 1:25.760  | + 2.489   |
| 12                        | 16 | Pedro Paulo Diniz     | Arrows              | 1:26.376  | + 3.105   |
| 13                        | 17 | Mika Salo             | Arrows              | 1:26.487  | + 3.216   |
| 14                        | 12 | Jarno Trulli          | Prost-Peugeot       | 1:26.808  | + 3.537   |
| 15                        | 19 | Jos Verstappen        | Stewart-Ford        | 1:26.948  | + 3.677   |
| 16                        | 18 | Rubens Barrichello    | Stewart-Ford        | 1:26.990  | + 3.719   |
| 17                        | 21 | Toranosuke Takagi     | Tyrrell-Ford        | 1:27.061  | + 3.790   |
| 18                        | 23 | Esteban Tuero         | Minardi-Ford        | 1:28.051  | + 4.780   |
| 19                        | 22 | Shinji Nakano         | Minardi-Ford        | 1:28.123  | + 4.852   |
| 20                        | 20 | Ricardo Rosset        | Tyrrell-Ford        | 1:28.608  | + 5.337   |
| Limite dos 107%: 1:29.100 |    |                       |                     |           |           |
| 21                        | 10 | Ralf Schumacher       | Jordan-Mugen/Honda  | Sem tempo | —         |
| 22                        | 11 | Olivier Panis         | Prost-Peugeot       | Sem tempo | —         |
| Fonte:                    |    |                       |                     |           |           |

## Corrida
| Pos.   | Nº | Piloto                | Construtor          | Voltas | Tempo/Diferença | Grid | Pontos |
| ------ | -- | --------------------- | ------------------- | ------ | --------------- | ---- | ------ |
| 1      | 3  | Michael Schumacher    | Ferrari             | 60     | 1:47:02.450     | 2    | 10     |
| 2      | 8  | Mika Häkkinen         | McLaren-Mercedes    | 60     | + 22.465        | 1    | 6      |
| 3      | 4  | Eddie Irvine          | Ferrari             | 60     | + 29.199        | 5    | 4      |
| 4      | 6  | Alexander Wurz        | Benetton-Playlife   | 59     | + 1 volta       | 11   | 3      |
| 5      | 5  | Giancarlo Fisichella  | Benetton-Playlife   | 59     | + 1 volta       | 10   | 2      |
| 6      | 10 | Ralf Schumacher       | Jordan-Mugen/Honda  | 59     | + 1 volta       | 21   | 1      |
| 7      | 1  | Jacques Villeneuve    | Williams-Mecachrome | 59     | + 1 volta       | 3    |        |
| 8      | 22 | Shinji Nakano         | Minardi-Ford        | 58     | + 2 voltas      | 19   |        |
| 9      | 21 | Toranosuke Takagi     | Tyrrell-Ford        | 56     | + 4 voltas      | 17   |        |
| Ret    | 14 | Jean Alesi            | Sauber-Petronas     | 53     | Pane elétrica   | 8    |        |
| Ret    | 16 | Pedro Paulo Diniz     | Arrows              | 45     | Spun off        | 12   |        |
| Ret    | 11 | Olivier Panis         | Prost-Peugeot       | 40     | Spun off        | 22   |        |
| Ret    | 18 | Rubens Barrichello    | Stewart-Ford        | 39     | Acidente        | 16   |        |
| Ret    | 19 | Jos Verstappen        | Stewart-Ford        | 38     | Motor           | 15   |        |
| Ret    | 7  | David Coulthard       | McLaren-Mercedes    | 37     | Spun off        | 4    |        |
| Ret    | 12 | Jarno Trulli          | Prost-Peugeot       | 37     | Spun off        | 14   |        |
| Ret    | 20 | Ricardo Rosset        | Tyrrell-Ford        | 29     | Spun off        | 20   |        |
| Ret    | 23 | Esteban Tuero         | Minardi-Ford        | 29     | Spun off        | 18   |        |
| Ret    | 15 | Johnny Herbert        | Sauber-Petronas     | 27     | Spun off        | 9    |        |
| Ret    | 17 | Mika Salo             | Arrows              | 27     | Spun off        | 13   |        |
| Ret    | 2  | Heinz-Harald Frentzen | Williams-Mecachrome | 15     | Spun off        | 6    |        |
| Ret    | 9  | Damon Hill            | Jordan-Mugen/Honda  | 13     | Spun off        | 7    |        |
| Fonte: |    |                       |                     |        |                 |      |        |

## Tabela do campeonato após a corrida
| Pos. | Piloto             | Pontos |
| ---- | ------------------ | ------ |
| 1    | Mika Häkkinen      | 56     |
| 2    | Michael Schumacher | 54     |
| 3    | David Coulthard    | 30     |
| 4    | Eddie Irvine       | 29     |
| 5    | Alexander Wurz     | 17     |

| Pos. | Construtor          | Pontos |
| ---- | ------------------- | ------ |
| 1    | McLaren-Mercedes    | 86     |
| 2    | Ferrari             | 83     |
| 3    | Benetton-Playlife   | 32     |
| 4    | Williams-Mecachrome | 19     |
| 5    | Stewart-Ford        | 5      |

- Nota: Somente as primeiras cinco posições estão listadas.